# 3681 Boyan
3681 Boyan è un asteroide della fascia principale. Scoperto nel 1974, presenta un'orbita caratterizzata da un semiasse maggiore pari a 2,2301777 UA e da un'eccentricità di 0,1842983, inclinata di 4,06455° rispetto all'eclittica.